# Thanh Lộc
Thanh Lộc là một xã thuộc huyện Can Lộc, tỉnh Hà Tĩnh, Việt Nam.

## Địa lý
Xã Thanh Lộc nằm ở phía đông bắc huyện Can Lộc, có vị trí địa lý:
- Phía đông giáp thị xã Hồng Lĩnh
- Phía tây giáp xã Kim Song Trường
- Phía nam giáp xã Khánh Vĩnh Yên
- Phía bắc giáp xã Kim Song Trường và thị xã Hồng Lĩnh.

Xã Thanh Lộc có diện tích 8,31 km², dân số năm 1999 là 4.946 người, mật độ dân số đạt 595 người/km².

## Lịch sử
Thanh Lộc xưa có tên gọi là Kẻ Cài, rồi Kiệt Thạch với câu nói lưu truyền đến nay "Kiệt thạch tam khoa tam tiến sỹ".
Trước năm 1469, vùng đất Thanh Lộc ngày nay dân cư thưa thớt, tụ hợp với nhau được thành 1 làng gọi là làng Kẻ Cài.
Năm 1469, đời vua Lê Thánh Tông đặt là huyện Thiên Lộc, tên gọi xã Kiệt Thạch cũng xuất hiện từ đây.
Thời nhà Nguyễn, xã Kiệt Thạch thuộc tổng Độ Liêu, huyện Can Lộc, phủ Đúc Thọ, tỉnh Hà Tĩnh. Xã Kiệt Thạch quản hạt 4 thôn: Kỳ Trúc, An Đồng, Yên Mỹ, Vĩnh Lộc.
Năm 1946, tách xóm Đồng Mía và làng Hữu Lộc về thuộc quản hạt của xã Thổ Vượng.
Năm 1949, hợp nhất xã Kiệt Thạch với xã Thổ Vượng, xã Đậu Liêu thành lập xã Hồng Minh.
Năm 1952, giải thể xã Hồng Minh, lập xã Thổ Vượng và Minh Lộc (gồm xã Đậu Liêu và xã Kiệt Thạch cũ). Chuyển xóm Đồng Mía và làng Hữu Lộc về quản hạt của xã Minh Lộc
Tháng 9 năm 1954, chia tách xã Minh Lộc thành xã Đậu Liêu và xã Thanh Lộc. Tên gọi Thanh Lộc chính thức xuất hiện từ đây. 
Năm 1954, xã Thanh Lộc 10 xóm: Thanh Mỹ, Thanh Thuỷ, Thanh Đồng, Thanh Lâm, Thanh Hòa, Thanh Bình, Thanh Tân, Thanh Tiến, Thanh Hợp, Thanh Sơn.
Ngày 17 tháng 7 năm 2019, HĐND tỉnh Hà Tĩnh ban hành Nghị quyết số 157/NQ-HĐND về việc:
- Thành lập thôn Hòa Bình trên cơ sở thôn Thanh Hòa và thôn Thanh Bình.
- Thành lập thôn Tân Tiến trên cơ sở thôn Thanh Tân và thôn Thanh Tiến.
- Thành lập thôn Hợp Sơn trên cơ sở thôn Thanh Hợp và thôn Thanh Sơn.

Ngày 8 tháng 12 năm 2020, HĐND tỉnh Hà Tĩnh ban hành Nghị quyết số 266/NQ-HĐND về việc thành lập thôn Mỹ Thủy trên cơ sở thôn Thanh Mỹ và thôn Thanh Thủy.
Ngày 16 tháng 12 năm 2021, HĐND tỉnh Hà Tĩnh ban hành Nghị quyết số 58/NQ-HĐND về việc thành lập thôn Đồng Lâm trên cơ sở thôn Thanh Đồng và thôn Thanh Lâm.

## Văn hóa
Địa danh Kiệt Thạch còn được nhắc đến nhiều lần trong các sắc phong của triều đình nhà Lê đối với các tướng soái các công thần là người Kiệt Thạch và trên bia Tiến sỹ, ở Thanh Lộc cũng còn có "Kiệt Thạch tam khoa cử bi kí" do cử nhân Nguyễn Đình Hiển soạn năm Cảnh Hưng thứ 24.
vùng quê này có 3 vị tiến sỹ trong các khoa thi 1478 (Hoàng Hiền), 1493 (Nguyễn Cung) và 1511 (Thái Kính) nên đã lưu truyền câu truyền ngôn "Kiệt thạch tam khoa tam tiến sỹ".